# Witków (powiat legnicki)
Witków (niem. Wittgendorf) – wieś w Polsce, położona w województwie dolnośląskim, w powiecie legnickim, w gminie Chojnów.
W latach 1975–1998 wieś należała administracyjnie do województwa legnickiego.

## Integralne części wsi
| SIMC    | Nazwa    | Rodzaj     |
| ------- | -------- | ---------- |
| 0363620 | Witkówek | przysiółek |

## Zabytki
Do wojewódzkiego rejestru zabytków wpisany jest:
- park pałacowy, z końca XIX w.